# Zhenyue Gong
Zhenyue Gong (auch: Zhenyue-Tempel bzw. Zhenyue-Palast; chinesisch 鎮岳宮 / 镇岳宫, englisch Mountain Guarding Temple/Zhenyue Palace), der auch Huashan Zhenyue Gong (华山镇岳宫, englisch Mountain Guarding Temple on Mt. Hua/Zhenyue Palace on Huashan Mountain) genannt wird, ist ein daoistischer Tempel im Huashan-Gebirge im  Kreis Huayin der chinesischen Provinz Shaanxi. Er gehört zur Tradition des Quanzhen-Daoismus. Der Tempel steht auch auf der Liste der 21 wichtigsten daoistischen Tempel des chinesischen Staatsrates.